# Ёкояма Тайкан
Ёкояма Тайкан (яп. 横山 大観 Ёкояма Тайкан, 2 ноября 1868, Мито — 26 февраля 1958, Токио) — японский художник. Настоящее имя — Сакаи Хидэмаро (яп. 酒井 秀麿).

## Жизнь и творчество
Ёкояма Тайкан учился в токийской Академии изящных искусств в классе Hashimoto Gahō. В 1896 году уже сам преподаёт в Академии дизайн. После того, как директор Академии, известный японский искусствовед Окакура Какудзо был отстранён от её руководства, Ёкояма также покидает Академию и принимает участие в организации Академии изящных искусств Японии (Нихон Бидзюцуин).
По приглашению Министерства образования художник в 1907 году вошёл в отборочный комитет первой организованной в Японии художественной выставки, называвшейся «Бунтэн». Впрочем, позднее Ёкояма выходит из этого комитета вследствие постоянно возникавших между её членами конфликтов. В 1914 году он возрождает закрывшуюся было со смертью Окакуры Академию изящных искусств Японии.
Ёкояма был приверженцем художественного течения Nihonga. Совместно с художником Хисидой Сунсё он пытался модернизировать традиционную японскую живопись. Созданный ими художественный стиль называется моротай (яп. 朦朧体 мо:ро:тай) и концентрируется не на чёткости линий рисунка, а на работе с красками.
Ёкояма Тайкан был одним из первых награждён учреждённым в 1937 году японским орденом Культуры. Был также кавалером ордена Восходящего солнца 1-го класса. Член Императорской академии художеств с 1935 года.

## Филателия
По мотивам созданных Ёкоямой Тайканом произведений японским почтовым ведомством были выпущены в 1967, 1983 и в 1985 годах почтовые марки.

## Литература

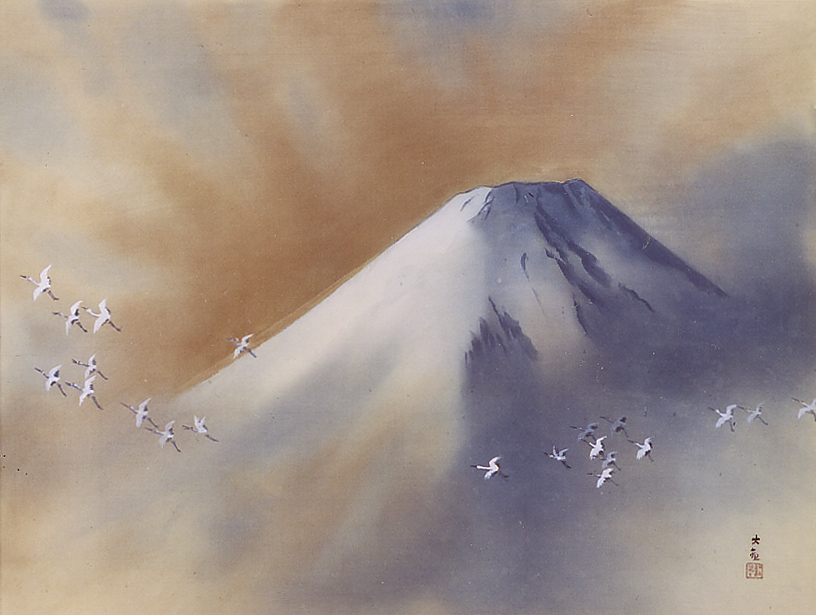
Картина Тайкана «Заснеженный пик с журавлями»